# Commicarpus adenensis
Commicarpus adenensis är en underblomsväxtart som beskrevs av Anthony G. Miller. Commicarpus adenensis ingår i släktet Commicarpus, och familjen underblomsväxter. Inga underarter finns listade i Catalogue of Life.